# Polystichum goggilodus
Polystichum goggilodus là một loài dương xỉ trong họ Dryopteridaceae. Loài này được Gaudich. mô tả khoa học đầu tiên năm 1827.
Danh pháp khoa học của loài này chưa được làm sáng tỏ. 